# 中卫市沙坡头旅游景区

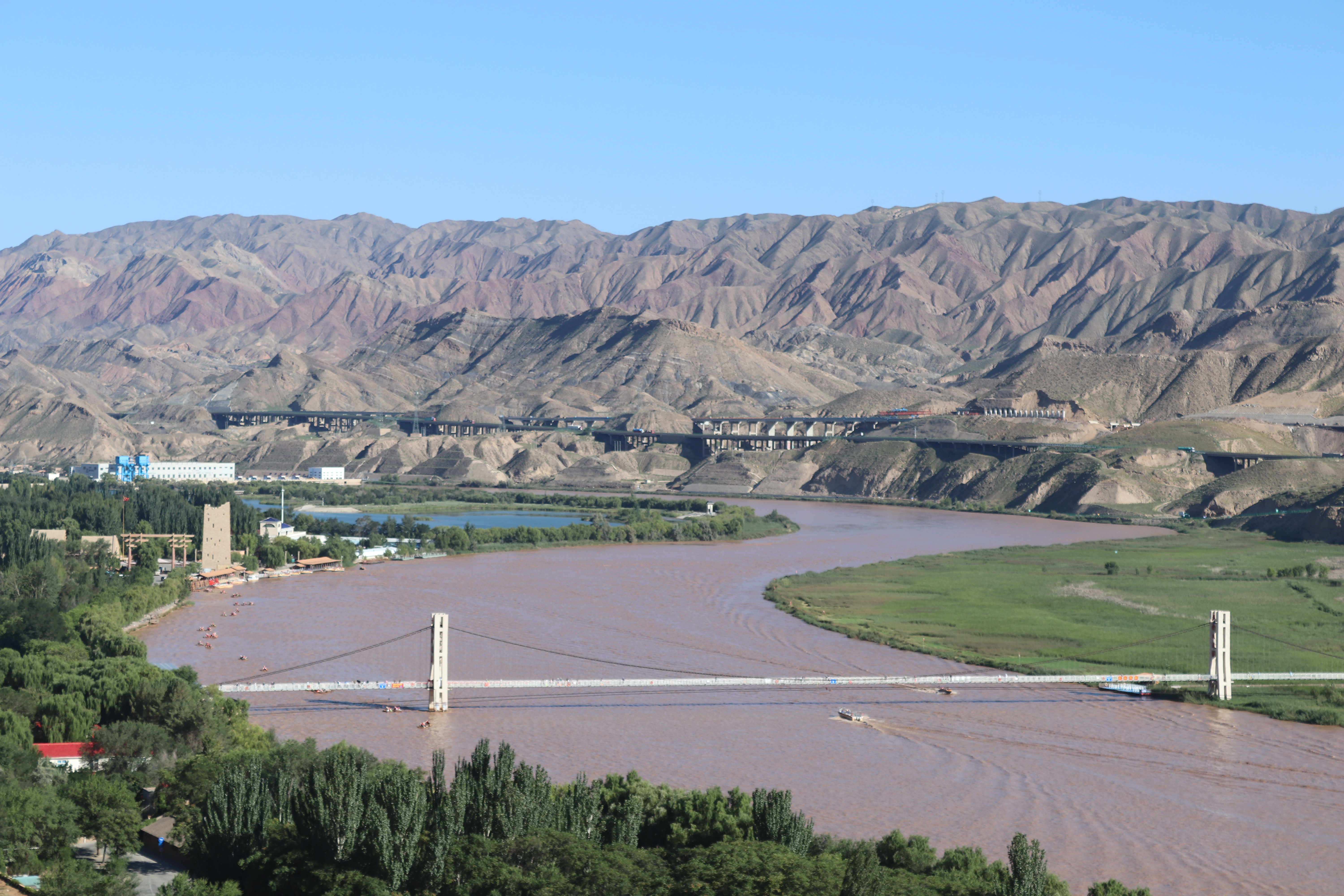
中卫市沙坡头旅游景区

中卫市沙坡头旅游景区位于中华人民共和国宁夏回族自治区中卫市沙坡头区城西16公里处，腾格里沙漠东南边缘处，是中國首批國家5A级旅游景区之一。

## 游玩项目

### 黄河第一索
依靠自身重力的黄河滑索项目，央视远方的家记者有亲身体验过，称感觉像小叶子一样。

### 沙漠索道
于2016年荣获国家“安全生产标准化二级企业”称号。

### 蹦极
蹦极塔为T型塔蹦极，塔高42米，悬跳长12米。